# Gioconda (San Pietroburgo)
La Gioconda di San Pietroburgo è un dipinto a olio su tela, realizzato nella metà del XVI secolo e conservato al Museo dell'Hermitage di San Pietroburgo dal 1931, quando fu trasferito dalla collezione privata "Antikvariat All-Union Association".

## Descrizione
Questa opera è una raffigurazione di Lisa Gherardini, nota più comunemente come Monnalisa o Gioconda. Il dipinto, però, è molto diverso da quello più noto collocato nel museo del Louvre. Appare differente il volto della modella, più giovane rispetto alla versione di Leonardo da Vinci, ma anche lo sfondo, che presenta delle colonne solo abbozzate nell'originale.

## Attribuzione
Lo studioso Silvano Vinceti, che ha studiato e analizzato varie copie della Gioconda nel ruolo di presidente della "Fondazione Leonardo da Vinci", accredita la possibilità che questo ritratto sia opera di Leonardo stesso. La valutazione di Vinceti scaturisce dall'approfondita osservazione di molti dettagli, tra i quali lo stile del disegno e i toni dei vari colori utilizzati.